# جو دورهام
جو دورهام (بالإنجليزية: Joe Durham)‏ هو لاعب كرة قاعدة أمريكي، ولد في 31 يوليو 1931 في نيوبورت نيوز في الولايات المتحدة، وتوفي في 28 أبريل 2016 في راندالستاون في الولايات المتحدة.

## وصلات خارجية
- جو دورهام على موقعبيزبول رفرنس.كوم (الدوري الرئيسي) (الإنجليزية)
- جو دورهام على موقعبيزبول رفرنس.كوم (الدوري الثانوي) (الإنجليزية)